# Westfront (Tweede Wereldoorlog)
Het westfront was tijdens de Tweede Wereldoorlog de naam voor het toneel van oorlogshandelingen in West-Europa, van 1939 tot 1945. Hier vielen onder andere Nederland en België onder. Een belangrijke gebeurtenis die zich aan dit front afspeelde was Operatie Overlord, waarbij de westerse geallieerden aan land gingen in Europa.
De gebeurtenissen aan het westfront zijn duidelijk in twee termijnen onder te verdelen; van 1939 tot 1940 domineerde nazi-Duitsland dit front met onder andere de verovering van Europa. Vanaf 1944 keerde het tij en begonnen de Geallieerden aan een opmars.
Hoewel de Duitsers de meeste verliezen leden aan het Oostfront, waren hun verliezen aan het Westfront lastig te compenseren omdat bijna al het materieel naar het Oostfront was gestuurd.

## 1939 – 1940: Duitse overwinningen
De strijd aan het Westfront begon met de zogenaamde Schemeroorlog. Deze begon na de Poolse Veldtocht. Als respons op deze aanval verklaarden Frankrijk en het Verenigd Koninkrijk Duitsland de oorlog, maar aanvankelijk ondernam geen van de drie grootmachten enige militaire actie. De Royal Air Force strooide propagandapamfletten uit boven Duitsland en de eerste Canadese troepen vertrokken naar Engeland.
De gevechten tussen de Asmogendheden en de Geallieerden aan het westfront braken definitief uit met de Duitse inval van Noorwegen via Operatie Weserübung. Daarmee bracht Duitsland de geallieerden, die van plan waren via Noorwegen Duitsland te omsingelen, een gevoelige slag toe. In mei 1940 begon de Slag om Frankrijk. Via de blitzkriegmethode wisten de Duitsers snel op te rukken. Het Franse, Belgische en Nederlandse leger werd verslagen. De Fransen verloren 90.000 soldaten en gaven zich uiteindelijk over.
Met de verovering van West-Europa, waaronder Nederland en België, stonden de Duitsers voor de keuze wat te doen met Engeland. Er werd een vredesverdrag aangeboden, maar toen de Britten dit weigerden besloten de Duitsers ook het Verenigd Koninkrijk binnen te vallen. De Duitse marine had echter zware verliezen geleden in Scandinavië, en om een invasie over zee mogelijk te maken moest eerst de Britse luchtmacht uitgeschakeld worden. De Luftwaffe ondernam in de Slag om Engeland een poging om de Britse luchtmacht te verslaan, maar bleek niet opgewassen tegen de Royal Air Force.

## Tussenliggende periode
Na de nederlaag bij de slag om Engeland, was een invasie van het Verenigd Koninkrijk niet langer een optie voor de Duitsers. In plaats daarvan richtte Duitsland zijn aandacht op de Sovjet-Unie. Aan het westfront werd de Atlantikwall gebouwd ter verdediging tegen invasies vanaf Engeland of Amerika.
De Geallieerden maakten ondertussen plannen voor een tegenaanval vanuit het westen. Een van de eerste acties van hun kant was de Raid op Dieppe. In de twee jaar erop werden meerdere kleine raids en guerrilla-aanvallen uitgevoerd, maar tot een grote landing kwam het niet. Ook voerden de Geallieerden een reeks strategische bombardementen uit op Duitse doelen.
Tegen de zomer van 1944 werd het voor de Duitsers duidelijk dat een invasie van de Geallieerden eraan zat te komen. De toestroom van troepen naar de Franse kust kwam onder bevel te staan van OB West. De Duitsers wilden een herhaling van de Eerste Wereldoorlog, waarin ze ook aan twee fronten moesten vechten, voorkomen. Daar het onvoorspelbaar was waar de geallieerde landing plaats zou vinden, moesten de Duitsers hun materieel en troepen langs de hele kust verspreiden.

## 1944 – 45: het tweede front

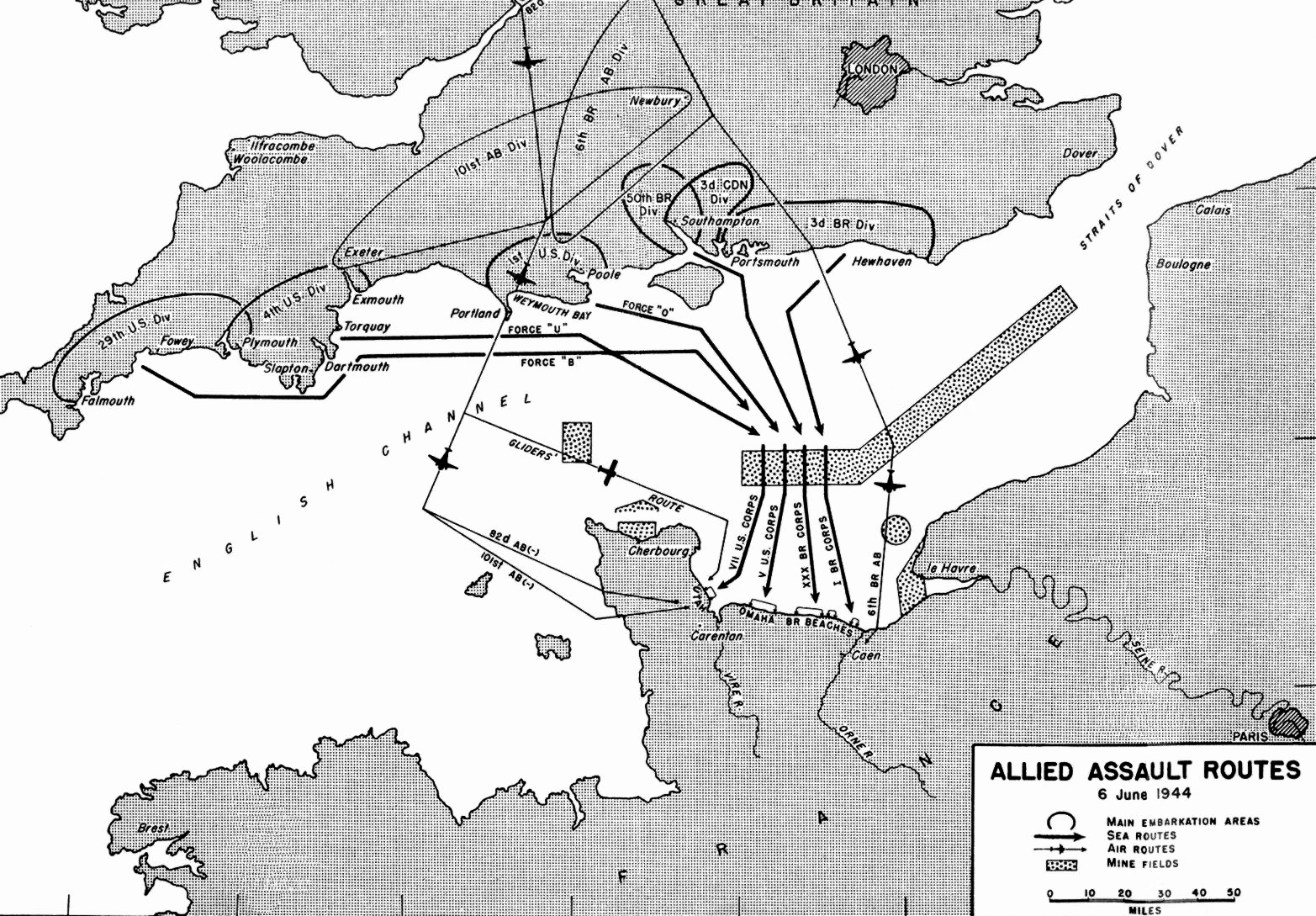
Routes gevolgd door de Geallieerden bij de invasie.

Op 6 juni 1944 begonnen de Geallieerden met Operation Overlord (in de volksmond "D-Day" genaamd). De Duitsers hadden verwacht dat de invasie in Pas-de-Calais plaats zou vinden, maar uiteindelijk bleek Normandië het doelwit. De eerste twee maanden na de landing verliep de Geallieerde opmars traag. Via Operatie Cobra wisten de Geallieerden door te breken Frankrijk in, waarna de opmars in een stroomversnelling raakte. Het eerste doelwit was de zak van Falaise waarin 50.000 Duitsers omkwamen en de troepen die wisten te ontkomen veel van hun materieel achterlieten.
Op 15 augustus begon Operatie Dragoon, de invasie van Zuid-Frankrijk. De Duitsers in Frankrijk werden ingesloten door de British 21st Army Group, de American 12th Army Group, en de US 6th Army Group. Het Franse verzet organiseerde ondertussen grote opstanden tegen de Duitsers. Op 25 augustus was de bevrijding van Parijs een feit.
De bevrijding van de Benelux-landen was cruciaal, om zo de Duitsers lanceerplatformen voor hun V1 en V2-raketten, waarmee ze het Verenigd Koninkrijk bedreigden, te ontnemen. De Geallieerde opmars kwam tijdelijk tot een halt bij de westwall. Op 4 september werd de haven van Antwerpen ingenomen. Operatie Market Garden, waarmee de Geallieerden de Rijn hoopten over te steken, mislukte echter, en Noord-Nederland bleef in Duitse handen. De Duitsers beraamden bovendien een tegenaanval, wat resulteerde in de Slag om de Ardennen. Dit was het laatste grote offensief van de Duitsers tegen de Geallieerden aan het westfront.
In januari 1945 werd de opmars Nederland in voortgezet. Via Operatie Blackcock werden de steden Roermond, Sittard en Heinsberg bevrijdt. De Rijn werd op vier verschillende plekken overgestoken, waarna de Geallieerden Duitsland binnentrokken. Op 25 april 1945 maakten de geallieerden, troepen van de Sovjet-Unie en Amerika, aansluiting met elkaar. Op 2 mei werd Berlijn ingenomen.